# Carlo Rustichelli
Carlo Rustichelli (* 24. Dezember 1916 in Carpi; † 13. November 2004 in Rom) war ein italienischer Filmmusikkomponist.

## Leben
Rustichelli schloss sein Musikstudium an der Academia Filarmonica in Bologna und dann der Academia di Santa Cecilia in Rom mit Diplomen in Klavier und Komposition ab. Nach einer kurzen Zeit, in der er Opern- und Theatermusik schrieb, begann er 1939 mit dem Komponieren von Filmmusik. Arbeiten für Pietro Germi bedeuteten seinen Durchbruch.
Rustichellis Kompositionen klingen allesamt frisch, melodieorientiert und eingängig. Der bekannte Filmkomponist Ennio Morricone wurde nachhaltig von seinen Werken beeinflusst.
Rustichelli komponierte die Musik für 400 Filme aller Genres und Budgetierungen. Bekannt wurde er durch die Filmmusiken zu den Filmen Mamma Roma von Pier Paolo Pasolini und dem Klassiker Scheidung auf Italienisch mit Marcello Mastroianni. Er erhielt zweimal den Nastro d’Argento der italienischen Filmjournalisten. Ein Preis für Filmmusik wurde nach Rustichelli benannt.
Rustichelli war der Vater der Sängerin und Schauspielerin Alida Chelli und des Musikers Paolo Rustichelli.

## Filmmusiken (Auswahl)
- 1949: Im Namen des Gesetzes (In nome della legge)
- 1950: Einer war zuviel (Atto di accusa)
- 1950: Duell in den Bergen (Barriera a Settentrione)
- 1952: Totò und die Frauen (Totò e le donne)
- 1954: Geliebte Tram (Hanno rubato un tram)
- 1957: Die letzte Chance (La mina)
- 1958: La morte viene dallo spazio
- 1959: Hannibal (Annibale)
- 1959: Der Rebell von Samara (Il Vendicatore)
- 1959: Unter glatter Haut (Un maledetto imbroglio)
- 1960: Kapo (Kapò)
- 1960: Die lange Nacht von 43 (La lunga notte del '43)
- 1960: Das Schwert des roten Giganten (I giganti della Tessaglia)
- 1960: Theseus, Held von Hellas (Teseo contro il Minotauro)
- 1961: Accattone – Wer nie sein Brot mit Tränen aß (Accattone) (Arrangement)
- 1961: Der Gauner von Bagdad (Il ladro di Bagdad)
- 1961: Die Herrin von Atlantis (Antinea, l’amante della città sepolta)
- 1961: Der Raub der Sabinerinnen (Il ratto delle Sabine)
- 1961: Scheidung auf italienisch (Divorzio all’italiana)
- 1961: Tag für Tag Verzweiflung (Giorno per giorno disperamente)
- 1962: Insel der verbotenen Liebe (L'isola di Arturo)
- 1962: Kadmos – Tyrann von Theben (Arrivano i titani)
- 1962: Mamma Roma
- 1962: Tiger der Meere (La tigre dei sette mari)
- 1962: Die vier Tage von Neapel (Le quattro giornate di Napoli)
- 1963: Der Dämon und die Jungfrau (La frusta e il corpo)
- 1963: Der Henker von Venedig (Il boia di Venezia)
- 1963: Der Löwe von San Marco (Il leone di San Marco)
- 1963: Die Peitsche im Genick (I compagni)
- 1964: 90 Nächte und ein Tag
- 1964: Blutige Seide (Sei donne per l’assassino)
- 1964: Cordoba (Llanto por un bandido)
- 1964: Das war Buffalo Bill (Buffalo Bill, l’eroe del Far West)
- 1964: Der Todesfluch der brennenden Hexe (I lunghi capelli della morte)
- 1964: Marco – der Unbezwingbare (Maciste alla corte dello zar)
- 1965: Vergeltung am Wichita-Paß (Gli eroi di Fort Worth)
- 1966: Aber, aber, meine Herren… (Signore & signori)
- 1966: Ein fast perfekter Mörder (Delitto quasi perfetto)
- 1966: Für eine Handvoll Blei (Uccidi o muori)
- 1966: La grande notte di Ringo
- 1966: Die unglaublichen Abenteuer des hochwohllöblichen Ritters Branca Leone (L’armata Brancaleone)
- 1967: Der Colt aus Gringo’s Hand (Un hombre y un colt)
- 1967: Der Etappenheld (The Secret War of Harry Frigg)
- 1967: Das Gold von Sam Cooper (Ognuno per sé)
- 1967: Gott vergibt – Django nie! (Dio perdona… io no!)
- 1967: Mehr tot als lebendig (Un minuto per pregare, un istante per morire)
- 1967: Mit Django kam der Tod (L’uomo, l’orgoglio, la vendetta)
- 1968: Drei ausgekochte Halunken (I tre che sconvolsero il West (Vado, vedo e sparo))
- 1968: Die Odyssee (L’odissea) (Miniserie)
- 1968: Il pistolero segnato da Dio
- 1968: Der letzte Zug nach Durango (Un treno per Durango)
- 1968: Vier für ein Ave Maria (I quattro dell’Ave Maria)
- 1969: Die Degenerierten (Satyricon)
- 1969: Hügel der blutigen Stiefel (La collina degli stivali)
- 1969: Königstiger vor El Alamein (La battaglia di El Alamein)
- 1969: Zwölf plus eins (Una su 13)
- 1970: Brancaleone auf Kreuzzug ins Heilige Land (Brancaleone alle crociate)
- 1971: Abend ohne Alibi (In nome del popolo italiano)
- 1970: Das Gesetz des Schweigens (E venne il giorno dei limoni neri)
- 1971: Kopfgeld für Chako (Bastardo… vamos a matar!)
- 1972: Avanti, Avanti! (Avanti!) (Musikbearbeitung)
- 1972: Don Camillo e i giovani d’oggi
- 1972: Ruf der Wildnis (The Call of the Wild)
- 1973: Alle für einen – Prügel für alle (Tutti per uno… botte per tutti)
- 1973: Auch Killer müssen sterben (La Mano Nera)
- 1974: Die Teufelsschlucht der wilden Wölfe (Il ritorno di Zanna Bianca)
- 1974: Die unglaubwürdigen Abenteuer der Italiener in Russland (Una matta, matta, matta corsa in Russia)
- 1975: Ein irres Klassentreffen (Amici miei)
- 1975: Die Rotröcke (Giubbe rosse)
- 1975: Wolfsblut greift ein (Zanna Bianca alla riscossa)
- 1976: Die Frau am Fenster (Une femme à sa fenêtre)
- 1976: Schlacht in den Wolken (Aces High)
- 1982: Meine Freunde (Amici mei – atto II)
- 1983: The Throne of Fire (Il trono di fuoco)
- 1983: Ator II – Der Unbesiegbare (Ator 2 – L'invincibile Orion)